# Bertolonia foveolata
Bertolonia foveolata är en tvåhjärtbladig växtart som beskrevs av Alexander Curt Brade. Bertolonia foveolata ingår i släktet Bertolonia och familjen Melastomataceae. Inga underarter finns listade i Catalogue of Life.